# Deutsche Poolbillard-Meisterschaft 2016 (Damen)
Die Deutsche Poolbillard-Meisterschaft 2016 war die 36. Austragung zur Ermittlung der nationalen Meistertitel der Damen in der Billardvariante Poolbillard. Sie wurde vom 5. bis 13. November 2016 in der Wandelhalle in Bad Wildungen im Rahmen der Deutschen Billard-Meisterschaft ausgetragen.
Es wurden die Deutschen Meisterinnen in den Disziplinen 14/1 endlos, 8-Ball, 9-Ball und 10-Ball ermittelt.

## Medaillengewinner
| Disziplin   | Gold                                          | Silber                                        | Bronze                                      | Bronze                                 |
| ----------- | --------------------------------------------- | --------------------------------------------- | ------------------------------------------- | -------------------------------------- |
| 14/1 endlos | Vivien-Kathy Schade (BC Bergedorf)            | Kristina Grim (PBC Dreieich-Sprendlingen)     | Tina Vogelmann (BC Stuttgart 1891)          | Beatrix Kustos (PSG Köln)              |
| 8-Ball      | Veronika Ivanovskaia (PBC 77 Viktoria Berlin) | Melanie Süßenguth (BV Break Even Bielefeld)   | Ina Kaplan (BC Siegtal 89)                  | Vivien-Kathy Schade (BC Queue Hamburg) |
| 9-Ball      | Ina Kaplan (BC Siegtal 89)                    | Kristina Schagan (BC Oberhausen)              | Melanie Süßenguth (BV Break Even Bielefeld) | Vivien-Kathy Schade (BC Queue Hamburg) |
| 10-Ball     | Kristina Schagan (BC Oberhausen)              | Veronika Ivanovskaia (PBC 77 Viktoria Berlin) | Beatrix Kustos (PSG Köln)                   | Ina Kaplan (BC Siegtal 89)             |

## Modus
Die 32 Spielerinnen, die sich über die Landesmeisterschaften der Billard-Landesverbände qualifiziert haben, traten zunächst im Doppel-K.-o.-System gegeneinander an. Ab dem Achtelfinale wurde im K.-o.-System gespielt.

## Wettbewerbe

### 14/1 endlos
Der Wettbewerb in der Disziplin 14/1 endlos fand vom 5. bis 7. November 2016 statt.

### 8-Ball
Der Wettbewerb in der Disziplin 8-Ball fand vom 6. bis 9. November 2016 statt.

### 9-Ball
Der Wettbewerb in der Disziplin 9-Ball fand vom 9. bis 11. November 2016 statt.

### 10-Ball
Der Wettbewerb in der Disziplin 10-Ball fand vom 11. bis 13. November 2016 statt.